# Milnata kolobarnica
Milnata kolobarnica (znanstveno ime Tricholoma saponaceum) je gliva iz rodu kolobarnic (Tricholoma).

## Značilnosti
Klobuk ima premer od 5 do 10cm. V mladosti je zvončast ali polkroglast, kasneje ravno obokan, vendar dolgo časa s podvitim robom, pogosto ima konkavne vdolbine. Je mesnat, gladek in sijoč, v suhem vremenu ima razpokano kožico, v mokrem pa je lepljiv. Zanj je značilna ogromna barvna variabilnost, najpogosteje je lupina klobuka sivozelena, lahko pa sega od bele do črnorjave barve. Pri temneje obarvanih primerkih je rob opazno svetlejši. Obstaja več različic, ki se bistveno razlikujejo po barvi.
Lističi so široko razporejeni, rahlo odebeljeni in nazobčani. Sprva so bele barve, kasneje rumeno sivi, ob poškodbi pa počrnijo.
Bet je visok od 6 do 10cm in debel od 1 do 2,5 cm. Je valjaste ali vretenaste oblike, v dnišču koničast. Običajno je gladek in gol, pri luskastem različku pa prekrit s temnimi luskami. Je svetlejše barve kot klobuk.
Meso je belkasto, a se sčasoma obarva v rdeče. Ima vonj po pralnem milu in grenko mokast okus.

## Razširjenost in življenjski prostor
Razširjena je po vsemu svetu.
Je mikorizna gliva. Pojavlja se od septembra do novembra, v iglastih in mešanih gozdovih.

## Mikroskopske značilnosti
Trosni odtis je bele barve. Trosi so skoraj okrogli, gladki, neamiloidni in merijo 5–7,5 x 3–5 μm. Cistid nima, na hifah so prisotne micelijske zaponke.

## Podobne vrste
- poprhnjena livka (Clitocybe nebularis) ima lističe, ki so pritrjeni in rahlo poraščeni po betu
- vretenasta kolobarnica (Tricholoma sejunctum) ima vonj po moki
- zimska kolobarnica (Tricholoma portentosum) ima sivo rjav klobuk in nima izrazitega vonja po pralnem milu

## Uporabnost
Pogojno užitna. Če je premalo kuhana ali zaužita v večjih količinah, povzroča slabost in bruhanje.

## Galerija slik
Milnata kolobarnica (Tricholoma saponaceum)
Milnata kolobarnica, luskobetni različek (Tricholoma saponaceum var. ardosiacum) ali (Tricholoma saponaceum var. squamosum)